# Marta Bernadotte
Marta Bernadotte, szw. Märtha Sofia Lovisa Dagmar Thyra (ur. 28 marca 1901 w Sztokholmie, zm. 5 kwietnia 1954 w Oslo) – księżniczka szwedzka z dynastii Bernadotte, była córką księcia szwedzkiego Karola (1861–1951) oraz księżniczki duńskiej Ingeborgi (1878–1958).

## Życiorys
W 1929 wyszła za mąż za następcę tronu Norwegii – Olafa V i otrzymała tytuł księżnej koronnej (Kronprinsesse). Zmarła jednak na trzy lata przed tym jak Olaf V wstąpił na tron.
Po wejściu wojsk niemieckich do Norwegii w 1940, księżniczka Marta uciekła z dziećmi do Szwecji. Została tam jednak chłodno przyjęta, gdyż uważano, że może w ten sposób narazić neutralność tego kraju w czasie konfliktu. Wkrótce wyjechała do Stanów Zjednoczonych na zaproszenie zaprzyjaźnionego z parą książęcą prezydenta USA Franklina D. Roosevelta. Pozostałe lata wojny spędziła na przekonywaniu amerykańskiej opinii publicznej do wsparcia Norwegii w walce z okupantem. Po zakończeniu wojny powróciła do Norwegii, gdzie przyjmowaną ją jako bohaterkę, nazywając niekiedy „matką narodu”. Księżniczka Marta była słabego zdrowia i często chorowała. Zmarła w 1954 na wirusowe zapalenie wątroby, którym zaraziła się w czasie transfuzji krwi.
Księżniczka Marta i książę Olaf mieli troje dzieci:
- Ragnhilda (1930-2012),
- Astrid (ur. 1932),
- Harald V (ur. 1937), król Norwegii od 1991.

W 1931 na jej cześć nazwano fragment wybrzeża Antarktydy – Wybrzeże Księżniczki Marty.